# Pseudepapterus gracilis
Pseudepapterus gracilis är en fiskart som beskrevs av Carl J. Ferraris, Jr. och Richard P. Vari 2000. Pseudepapterus gracilis ingår i släktet Pseudepapterus och familjen Auchenipteridae. Inga underarter finns listade i Catalogue of Life.